# Sophus Ruge

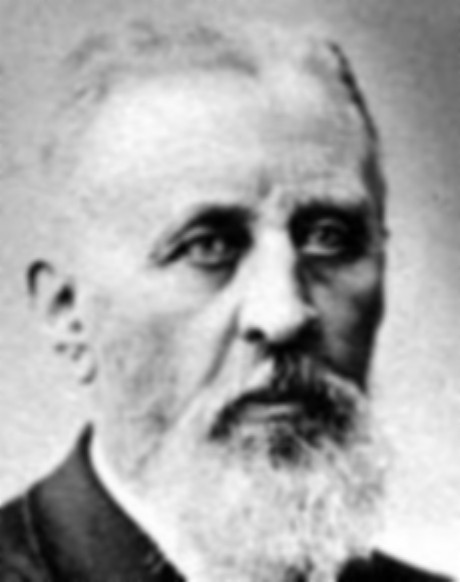
Sophus Ruge

Sophus Ruge, född 26 mars 1831 i Dorum, Hannover, död 23 december 1903 i Klotzsche, Dresden, var en tysk geograf.
Ruge studerade i Göttingen och Halle an der Saale samt blev 1872 privatdocent vid Polytechnikum i Dresden. År 1874 blev han professor i geografi och etnografi vid sistnämnda läroanstalt. 
Han författade förutom en lärobok, Geographie für Handelsschulen und Realschulen (1864; många upplagor), uppsatser, främst behandlande olika ämnen inom av geografins historia (flera sammanförda i Abhandlungen und Vorträge zur Geschichte der Erdkunde, 1888), samt Geschichte des Zeitalters der Entdeckungen (1881-83, i Wilhelm Onckens historieverk), och Christoph Columbus (1892; andra upplagan 1902). Han utgav även en ny upplaga av Oscar Ferdinand Peschels "Geschichte der Erdkunde bis auf Alexander von Humboldt und Carl Ritter" (1877).